# CD38
CD38（cluster of differentiation 38）は、CD4＋細胞、CD8＋細胞、B細胞、NK細胞など多くの免疫細胞（白血球）の表面に存在する糖タンパク質である。cyclic ADP-ribose hydrolase 1としても知られる。細胞接着、シグナル伝達、カルシウムシグナリングにも機能する。
ヒトでは、CD38は4番染色体に位置するCD38遺伝子にコードされている。CD38はCD157のパラログであり、その遺伝子もまた4番染色体（4p15）に位置している。

## 歴史
CD38は1980年にT細胞の表面マーカー（CD抗原）として初めて同定された。1992年、CD38はB細胞、単球、Nk細胞の表面マーカーとしても記載された。また同時期に、CD38は単に細胞種のマーカーであるわけではなく、B細胞とT細胞の活性化因子であることが発見された。1992年にはCD38の酵素活性も発見され、カルシウムの放出を誘導するセカンドメッセンジャーである環状アデノシン二リン酸リボース（cADPR）やニコチン酸アデニンジヌクオチドリン酸（NAADP）の合成能を有することが示された。

## 組織分布
CD38は形質細胞に最も高頻度でみられ、NK細胞、B細胞とT細胞、そしてその他のさまざまな細胞種の順に続く。

## 機能
CD38は受容体もしくは酵素として機能する。受容体としては、CD38はT細胞表面のCD31に結合し、これらの細胞を活性化してさまざまなサイトカインの産生をもたらす。CD38の活性化はTRPM2チャネルと協働し、細胞体積の調節などの生理的応答を開始する。
CD38は多機能酵素であり、NAD＋からADPリボース（97%）とcADPR（3%）への合成を触媒する。CD38はNAD＋濃度の主要な調節因子であると考えられている。そのNAD分解活性はADPリボシルシクラーゼとしての機能よりもはるかに高く、100分子のNAD＋のADPリボースへの変換につき1分子のcADPRが生成される。ニコチン酸が酸性条件下で存在する場合には、CD38はNADP+をNAADPへ加水分解する。
これらの反応産物は、細胞内のCa2+濃度の調節に必要不可欠である。CD38は細胞表面の細胞外酵素として存在するだけでなく、細胞膜内面で細胞質基質に向かって同様の酵素機能を果たす。
CD38は、cADPRの産生によって、脳内での神経伝達物質の放出を制御している、もしくは影響を及ぼしていると考えられている。脳内のCD38は親密さをもたらす神経ペプチドであるオキシトシンの放出を可能にする。
CD38と同様に、CD157もADPリボシルシクラーゼファミリーのメンバーであり、NAD＋からcADPRの形成を触媒する。ただし、CD157の触媒活性はCD38よりもかなり弱いものである。SARM1もNAD＋からcADPRの形成を触媒する酵素であり、CD38よりもはるかに効率的にcADPR濃度を上昇させる。

## 臨床的意義
CD38の機能喪失は、免疫応答不全、代謝異常、そしておそらく自閉症と関係した社会性記憶障害などの行動変容と関係している。
内皮細胞上のCD31はNK細胞上のCD38に結合し、これらの細胞を内皮に接着させる。また、白血球上のCD38は内皮細胞上のCD16に結合し、白血球の血管壁への結合、そして血管壁の通過を可能にする。
サイトカインIFN-γとグラム陰性菌細胞壁の構成要素であるリポ多糖は、CD38のマクロファージ上での発現を誘導する。IFN-γは単球上でのCD38の発現も強力に誘導する。TNFは気道の平滑筋細胞上にCD38を誘導し、cADPRを介してカルシウムシグナルを誘導することで異常な収縮を高めて気管支喘息を引き起こす。
CD38は細胞の活性化のマーカーであり、HIVの感染、白血病、骨髄腫、固形腫瘍、2型糖尿病、骨代謝の異常、そして一部の遺伝疾患と関係している。
CD38は気道収縮の過敏性反応を高める。CD38は気管支喘息患者の肺で増加しており、気道平滑筋の炎症応答を増幅している。
CD38発現の上昇は慢性リンパ性白血病の予後不良のマーカーであり、疾患の進行の加速と関係している。
CD38はインフルエンザ感染時に形質細胞様樹状細胞（pDC）でアップレギュレーションされていることがin vivoで示されており、CD38を遮断することでpDCによるI型インターフェロンの産生が妨げられることin vitroで示されている。

## 臨床応用
CD38阻害剤は、気管支喘息の治療薬となる可能性がある。
CD38は白血病の予後マーカーとして利用されている。
ダラツムマブはCD38を標的とする薬剤であり、多発性骨髄腫の治療に利用されている。
CD38は赤血球の表面でも弱く発現しており、ダラツムマブは輸血前検査に干渉する場合がある。赤血球抗原に対する不規則抗体のスクリーニングアッセイや直接抗グロブリン試験では、ダラツムマブの使用によって偽陽性の結果が出る場合がある。赤血球をジチオスレイトール（DTT）による前処理を行うか、DaraExなどの抗CD38抗体中和試薬を用いることで防ぐことができる。

## 阻害剤
- レイン（カス酸）[37]
- CD38-IN-78c（英語版）[38]
- クリサンテミン（クロマニン）[39]
- compound 1ai [40]
- compound 1am [41][42]
- ダラツムマブ[43]
- イサツキシマブ[44]
- フェルザルタマブ（Felzartamab、MOR202）[45]
- アピゲニン[46]
- ルテオリニジン（英語版）[47]
- MK-0159[48][49]
- TNB-738[50]

## 老化研究
CD38の増加は、加齢に伴うNAD＋の減少との関係が示唆されている。CD38特異的阻害剤であるCD38-IN-78cで処理した老齢マウスでは、加齢に伴うNAD＋の減少が防止された。CD38ノックアウトマウスではNAD＋濃度は2倍となり、また加齢に伴うNAD＋の減少に対する抵抗性を示し、主要器官（肝臓、筋肉、脳、心臓）でNAD＋濃度が劇的に上昇する。一方、CD38過剰発現マウスでは、NAD＋の減少とミトコンドリア機能不全がみられる。
加齢に伴うCD38発現の上昇とNAD＋の減少は、主にマクロファージによるものであると考えられている。マクロファージの細胞老化はCD38の発現を高める。内臓脂肪やその他の組織に対する加齢に伴うマクロファージの蓄積は、慢性炎症の原因となる。炎症性転写因子であるNF-κBとCD38は相互に活性化しあう。老化細胞からの分泌物はマクロファージでのCD38の高レベルでの発現を誘導し、加齢に伴うNAD＋の減少の主要な原因となる。
脳におけるNAD＋の減少はアストロサイトやミクログリアでのCD38の増加が原因である可能性があり、神経炎症や神経変性につながっている可能性がある。

## 関連文献
- States DJ, Walseth TF, Lee HC (December 1992). “Similarities in amino acid sequences of Aplysia ADP-ribosyl cyclase and human lymphocyte antigen CD38”. Trends in Biochemical Sciences 17 (12):  495. doi:10.1016/0968-0004(92)90337-9. PMID 1471258.
- Malavasi F, Funaro A, Roggero S, Horenstein A, Calosso L, Mehta K (March 1994). “Human CD38: a glycoprotein in search of a function”. Immunology Today 15 (3):  95–7. doi:10.1016/0167-5699(94)90148-1. PMID 8172650.
- Guse AH (May 1999). “Cyclic ADP-ribose: a novel Ca2+-mobilising second messenger”. Cellular Signalling 11 (5):  309–16. doi:10.1016/S0898-6568(99)00004-2. PMID 10376802.
- Funaro A, Malavasi F (1999). “Human CD38, a surface receptor, an enzyme, an adhesion molecule and not a simple marker”. Journal of Biological Regulators and Homeostatic Agents 13 (1):  54–61. PMID 10432444.
- Mallone R, Perin PC (2006). “Anti-CD38 autoantibodies in type? diabetes”. Diabetes/Metabolism Research and Reviews 22 (4):  284–94. doi:10.1002/dmrr.626. PMC 2763400. PMID 16544364.
- Partidá-Sánchez S, Rivero-Nava L, Shi G, Lund FE (2007). “CD38: an ecto-enzyme at the crossroads of innate and adaptive immune responses”. Crossroads between Innate and Adaptive Immunity. Advances in Experimental Medicine and Biology. 590. pp. 171–83. doi:10.1007/978-0-387-34814-8_12. ISBN 978-0-387-34813-1. PMID 17191385
- Jackson DG, Bell JI (April 1990). “Isolation of a cDNA encoding the human CD38 (T10) molecule, a cell surface glycoprotein with an unusual discontinuous pattern of expression during lymphocyte differentiation”. Journal of Immunology 144 (7):  2811–5. PMID 2319135.
- Dianzani U, Bragardo M, Buonfiglio D, Redoglia V, Funaro A, Portoles P, Rojo J, Malavasi F, Pileri A (May 1995). “Modulation of CD4 lateral interaction with lymphocyte surface molecules induced by HIV-1 gp120”. European Journal of Immunology 25 (5):  1306–11. doi:10.1002/eji.1830250526. PMID 7539755.
- Nakagawara K, Mori M, Takasawa S, Nata K, Takamura T, Berlova A, Tohgo A, Karasawa T, Yonekura H, Takeuchi T (1995). “Assignment of CD38, the gene encoding human leukocyte antigen CD38 (ADP-ribosyl cyclase/cyclic ADP-ribose hydrolase), to chromosome 4p15”. Cytogenetics and Cell Genetics 69 (1–2):  38–9. doi:10.1159/000133933. PMID 7835083.
- Tohgo A, Takasawa S, Noguchi N, Koguma T, Nata K, Sugimoto T, Furuya Y, Yonekura H, Okamoto H (November 1994). “Essential cysteine residues for cyclic ADP-ribose synthesis and hydrolysis by CD38”. The Journal of Biological Chemistry 269 (46):  28555–7. doi:10.1016/S0021-9258(19)61940-X. PMID 7961800.
- Takasawa S, Tohgo A, Noguchi N, Koguma T, Nata K, Sugimoto T, Yonekura H, Okamoto H (December 1993). “Synthesis and hydrolysis of cyclic ADP-ribose by human leukocyte antigen CD38 and inhibition of the hydrolysis by ATP”. The Journal of Biological Chemistry 268 (35):  26052–4. doi:10.1016/S0021-9258(19)74275-6. PMID 8253715.
- Nata K, Takamura T, Karasawa T, Kumagai T, Hashioka W, Tohgo A, Yonekura H, Takasawa S, Nakamura S, Okamoto H (February 1997). “Human gene encoding CD38 (ADP-ribosyl cyclase/cyclic ADP-ribose hydrolase): organization, nucleotide sequence and alternative splicing”. Gene 186 (2):  285–92. doi:10.1016/S0378-1119(96)00723-8. PMID 9074508.
- Feito MJ, Bragardo M, Buonfiglio D, Bonissoni S, Bottarel F, Malavasi F, Dianzani U (August 1997). “gp 120s derived from four syncytium-inducing HIV-1 strains induce different patterns of CD4 association with lymphocyte surface molecules”. International Immunology 9 (8):  1141–7. doi:10.1093/intimm/9.8.1141. PMID 9263011.
- Ferrero E, Malavasi F (October 1997). “Human CD38, a leukocyte receptor and ectoenzyme, is a member of a novel eukaryotic gene family of nicotinamide adenine dinucleotide+-converting enzymes: extensive structural homology with the genes for murine bone marrow stromal cell antigen 1 and aplysian ADP-ribosyl cyclase”. Journal of Immunology 159 (8):  3858–65. PMID 9378973.
- Deaglio S, Morra M, Mallone R, Ausiello CM, Prager E, Garbarino G, Dianzani U, Stockinger H, Malavasi F (January 1998). “Human CD38 (ADP-ribosyl cyclase) is a counter-receptor of CD31, an Ig superfamily member”. Journal of Immunology 160 (1):  395–402. PMID 9551996.
- Yagui K, Shimada F, Mimura M, Hashimoto N, Suzuki Y, Tokuyama Y, Nata K, Tohgo A, Ikehata F, Takasawa S, Okamoto H, Makino H, Saito Y, Kanatsuka A (September 1998). “A missense mutation in the CD38 gene, a novel factor for insulin secretion: association with Type II diabetes mellitus in Japanese subjects and evidence of abnormal function when expressed in vitro”. Diabetologia 41 (9):  1024–8. doi:10.1007/s001250051026. PMID 9754820.